# Mercedes-AMG Vision Gran Turismo
De Mercedes-AMG Vision Gran Turismo (of Mercedes-AMG Vision GT en Mercedes-AMG VGT) is een conceptauto van de Duitse autofabrikant Mercedes-Benz. De auto werd officieel onthuld op 20 november 2013 tijdens de LA Auto Show.

## Media
De Mercedes-AMG Vision Gran Turismo verschijnt in de games Gran Turismo 6 en Gran Turismo Sport. Het is de eerste en oudste Vision Gran Turismo-conceptauto in de racegameserie.

## Specificaties
De Mercedes-AMG VGT wordt aangedreven door de 5,5-liter V8-biturbo, terwijl de auto in de Gran Turismo-games een 5,7-liter V8 onder de kap heeft. Het vermogen van de auto daar is 585 pk. Daarbij heeft de AMG VGT een sequentiële 7-traps versnellingsbak. Het leeggewicht is 1385 kg.